# 구례군
구례군(求禮郡)은 대한민국 전라남도 동북부에 있는 군이다. 험준한 산으로 둘러싸인 분지 지형이며, 동북부에는 지리산 노고단이 있다. 섬진강이 구례의 중심을 지나 서쪽에서 동쪽으로 흐른다.

## 역사
| Daedongyeojido (Gyujanggak) 18-04.jpg | Daedongyeojido (Gyujanggak) 18-03.jpg |
| Daedongyeojido (Gyujanggak) 19-04.jpg | Daedongyeojido (Gyujanggak) 19-03.jpg |

- 본래 백제의 구차례현(仇次禮縣)이었다.
- 757년 구례현(求禮縣)으로 개칭하고 곡성군의 영현이 되었다.
- 940년 남원부의 속현이 되었다.
- 1143년 (고려 인종 21년) 감무가 파견됨으로써 주현으로 승격되었다.
- 1409년 (조선 태종 9년) 전라도의 향·소·부곡이 모두 폐지되면서 구례현의 남전소(南田所)·방광소(放光所)·사등촌부곡(沙等村部曲)·유곡부곡(楡谷部曲)·토지처(土旨處)가 폐지되었다.
- 1499년 (조선 연산군 5년) 현에서 부곡으로 격하되어 남원부에 속하였다.
- 1507년 (조선 중종 2년) 구례현으로 복귀되었다.
- 1895년 6월 23일(음력 윤5월 1일) 남원부 구례군으로 개편하였다.[3]

8면 : 현내면, 계사면, 문척면, 간전면, 마산면, 용강면, 방광면(옛 방광소), 토지면(옛 토지처)
- 1896년 8월 4일 전라북도 구례군으로 개편하였다.[4]
- 1906년 전라북도에서 전라남도로 이관되었다.[5] 남원군 산동면·중방면·소의면·고달면이 구례군에 편입되었다. 산동면을 외산면과 내산면으로 분리하였다. (13면)
- 1914년 4월 1일 고달면이 곡성군에 편입되었다.[6]

| 조선총독부령 제111호 |                |                                                                                |
| 구 행정구역 | 신 행정구역    | 신 행정구역                                                                    |
| 구례군 현내면(縣內面) 주암리/백련리/회동, 서내동/동내동 일부/남내동 일부, 북내동/동내동 일부/남내동 일부, 북외동/(방광면) 천변동 일부, 아양동/시동/사동 | 구례면         | 백련리, 봉남리, 봉동리, 봉북리, 산성리                                         |
| 구례군 계사면(佳肆面) 변기리/유곡리/독자동, 본황리/논곡리/(고달면) 탑선리 일부, 산정리/교촌리/봉서동, 월암리/신월리, 병방리/원천리/점촌리 | 구례면         | 계산리, 논곡리, 봉서리, 신월리, 원방리                                         |
| 구례군 간전면(艮田面) 대평리/하평리, 용지동/산령리/상금장리/하금장리, 삼신리/산정리/수내리 일부, 만수동/중평리/수내리 일부, 양동/치동/산촌리/무유천리, 하하천리/백운천리, 중대치리/도장동/거석리, 효죽리/선창리/논곡리, 대치리/당산리/복구리/안음리/흥대리                                                                                | 간문면(艮文面) | 간문리, 금산리, 삼산리, 수평리, 양천리, 운천리, 중대리, 효곡리, 흥대리         |
| 구례군 문척면(文尺面) 토금리/금평리/(간전면) 화정리/백운암리, 전천리/월평리/구성리/안지동, 죽연리/마고리, 성자동/중기리/산치리 | 간문면(艮文面) | 금정리, 월전리, 죽마리, 중산리                                                 |
| 구례군 방광면(放光面) 대촌리/광석리/견곡리/유산리/(용강면) 사우리 일부, 용전리/훈포리/둔전리/용내리/(소의면) 방광리, 수한리/월곡리/당촌리 일부, 지상리/지하리/천변리 일부 | 광의면         | 대산리, 방광리, 수월리, 지천리                                                 |
| 구례군 소의면(所義面) 구만리, 상촌리/하촌리 일부, 난동/온동/당동, 공북리/세파정리/하촌리 일부/(용강면) 사우리 일부 | 광의면         | 구만리, 대전리, 온당리, 연파리                                                 |
| 구례군 용강면(龍江面) | 용방면         | 용강리, 용정리, 사림리, 신지리                                                 |
| 구례군 중방면(中方面) | 용방면         | 신도리, 죽정리, 중방리                                                         |
| 구례군 토지면(土旨面) 단산리/구만리/월곡리/신단산리/중산리/하죽리 일부, 단내리/금동/오평리/음안리/봉소리/하죽리 일부, 농평리/직전리/죽리/당치리/평도리, 남산리/신촌리/원기리, 중대리/상죽리/율치리/불당리, 내계리/외계리/송정리, 환동/오미동/내죽리/하죽리 일부, 중추리/외동, 장요리/용두리 일부/(마산면) 하사리 일부, 도산리/파도리 일부 | 토지면         | 구산리, 금내리, 내동리, 내서리, 문수리, 송정리, 오미리, 외곡리, 용두리, 파도리 |
| 구례군 마산면(馬山面) 궁산리/대평리/갑동/장동/(방광면) 천변리 일부, 가랑리/광천리, 냉상리/냉하리, 상사리/하사리 일부/(토지면) 용두리 일부, 황둔리/우전리/용수동/서촌리/(방광면) 당촌리 일부 | 마산면         | 갑산리, 광평리, 냉천리, 마산리, 사도리, 황전리                                 |
| 구례군 외산면(外山面) | 외산면         | 둔사리, 시상리, 신학리, 외산리, 이평리, 원촌리, 탑정리                         |
| 구례군 내산면(內山面) | 내산면         | 계천리, 관산리, 내산리, 대평리, 수기리, 원달리, 위안리, 좌사리                 |
8면 - 구례면, 간문면, 토지면, 마산면, 광의면, 용방면, 외산면, 내산면
- 1932년 11월 1일 외산면, 내산면을 산동면으로 합면하였다. (7면)
- 1946년 8월 16일 간문면을 간전면, 문척면으로 환원하였다. (8면)
- 1963년 1월 1일 구례면이 구례읍으로 승격하였다.[7] (1읍 7면)

## 지리
노고단(1,507m), 반야봉(1,751m), 고리봉, 왕시리봉, 차일봉 등 산으로 둘러싸인 분지 지형이다. 섬진강이 구례분지의 중심을 지나 서쪽에서 동으로 흐른다.

## 행정 구역
구례군의 행정 구역은 1읍 7면, 69리 152마을로 구성되어 있다. 구례군의 면적은 443.2km2이다. 인구는 2015년 5월말 기준 12,426세대 27,088명이다. 현재 전라남도에서 가장 인구가 적은 군이다. 성별 인구는 남성 13,161명, 여성 13,927명이다. 등록 외국인은 233명이다.
| 읍면동 | 한자   | 세대   | 인구   | 면적   |
| ------ | ------ | ------ | ------ | ------ |
| 구례읍 | 求禮邑 | 4,830  | 11,594 | 45.79  |
| 문척면 | 文尺面 | 614    | 1,246  | 34.06  |
| 간전면 | 艮田面 | 785    | 1,552  | 74.68  |
| 토지면 | 土旨面 | 1,305  | 2,664  | 96.69  |
| 마산면 | 馬山面 | 1,277  | 2,848  | 32.27  |
| 광의면 | 光義面 | 1,217  | 2,460  | 33.69  |
| 용방면 | 龍方面 | 789    | 1,569  | 24.68  |
| 산동면 | 山東面 | 1,609  | 3,155  | 101.33 |
| 구례군 | 求禮郡 | 12,426 | 27,088 | 443.2  |

| 행정 지도 |
| --------- |
|           |

## 인구
구례군의 연도별 인구 추이
| 연도   | 총인구   |  |
| ------ | -------- |  |
| 1960년 | 71,023명 |  |
| 1966년 | 78,337명 |  |
| 1970년 | 73,758명 |  |
| 1975년 | 68,703명 |  |
| 1980년 | 57,967명 |  |
| 1985년 | 49,507명 |  |
| 1990년 | 41,398명 |  |
| 1995년 | 34,247명 |  |
| 2000년 | 28,705명 |  |
| 2005년 | 24,745명 |  |
| 2010년 | 22,419명 |  |

## 교통
- 철도로는 전라선의 구례구역이 구례군청과 가장 가까운 철도역이다. 해당 역은 행정구역상 순천시에 위치해 있다. 도로로는 국도 제17호선, 국도 제18호선, 국도 제19호선이 지나며 순천완주고속도로가 지난다. 화엄사는 국도 제18호선의 종점이다.

## 교육 기관

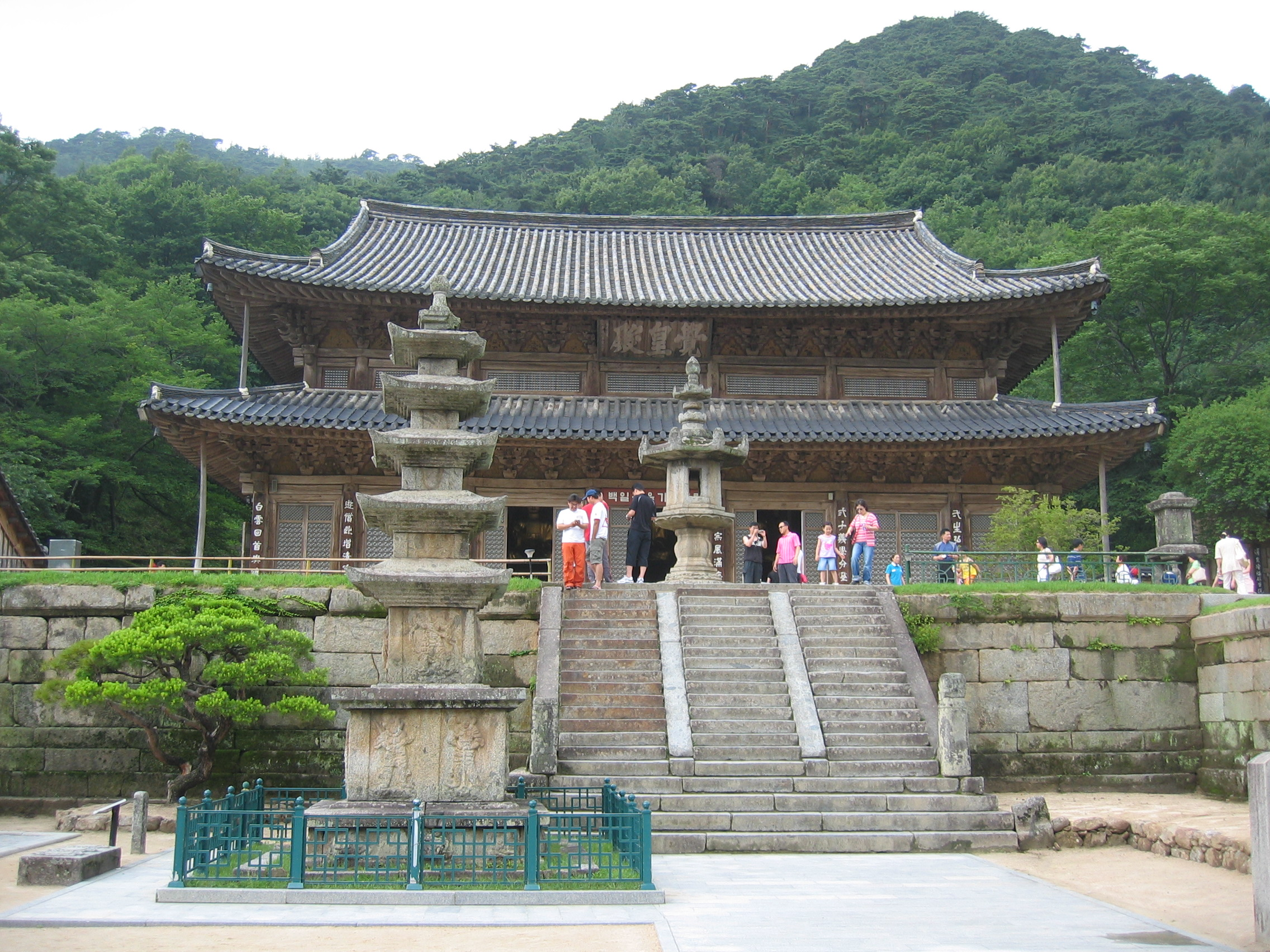
화엄사

- 고등학교

|  | - 구례고등학교 | - 전남자연과학고등학교 |

- 중학교

|  | - 구례동중학교 | - 구례북중학교 | - 구례산동중학교 | - 구례여자중학교 | - 구례중학교 |

- 초등학교

|  | - 구례북초등학교 | - 구례중앙초등학교 | - 간문초등학교 | - 토지초등학교 | - 토지초등학교연곡분교장 | - 광의초등학교 | - 용방초등학교 | - 청천초등학교 | - 원촌초등학교 | - 중동초등학교 |  |

## FM 라디오 주파수 방송 목록
- 88.3 - 전주KBS 제1라디오 (구례 노고단)
- 89.1 - 목포MBC 표준FM (해남 대둔산)
- 89.7 - BBS 광주불교방송 (광주 무등산)
- 90.5 - 광주KBS 제1라디오 (광주 무등산)
- 91.5 - 광주MBC FM4U (광주 무등산)
- 92.3 - 광주KBS 클래식FM (광주 무등산)
- 93.1 - febc 광주극동방송 (광주 무등산)
- 93.9 - 광주MBC 표준FM (광주 무등산)
- 94.7 - 남도국악방송 (해남 대둔산)
- 95.1 - 광주MBC FM4U (구례 노고단)
- 95.5 - 광주KBS 제2라디오 해피FM (광주 무등산)
- 96.5 - KFN 라디오 (광주 무등산)
- 97.3 - TBN 광주교통방송 (광주 무등산)
- 98.1 - 광주CBS 음악FM (광주 무등산)
- 98.7 - GGN 글로벌광주방송 (광주 무등산)
- 99.3 - 광주국악방송 (광주 무등산)
- 99.9 - cpbc 광주가톨릭평화방송 (광주 무등산)
- 101.1 - kbc MyFM (광주 무등산)
- 101.7 - 전주MBC 표준FM (구례 노고단)
- 102.3 - 목포MBC FM4U (목포 양을산)
- 103.1 - 광주CBS 표준FM (광주 무등산)
- 104.1 - EBS 라디오 (해남 대둔산)
- 104.5 - 전주KBS 클래식FM (구례 노고단)
- 105.3 - EBS 라디오 (광주 무등산)
- 105.9 - 목포KBS 제1라디오 (해남 대둔산)
- 106.7 - EBS 라디오 (목포 양을산)
- 107.5 - EBS 라디오 (구례 노고단)
- 107.9 - WBS 광주원음방송 (광주 무등산)

## 자매결연도시

### 자매결연도시(국내)
- 대한민국 경상남도 거제시 (1998년 12월 10일~)
- 대한민국 부산광역시 수영구 (1999년 2월 9일~)
- 대한민국 서울특별시 구로구 (2005년 4월 18일~)

### 자매결연도시(국외)
- 중화인민공화국 안후이성 츠저우 시 (2003년 11월 5일~)
- 일본 나가사키현 운젠시 (2007년 5월 18일~)